# Mehdi Ouamri
Mehdi Ouamri (2 augustus 1999) is een Frans voetballer met Algerijnse en Marokkaanse roots die sinds 2024 uitkomt voor Chattanooga FC.

## Carrière
Ouamri speelde in de jeugd bij ES Vitry, Centre de Formation de Football de Paris, US Créteil-Lusitanos, Montrouge FC 92 en Standard Luik. In 2019 stapte hij over naar F91 Dudelange, waar hij op 20 juli 2019 zijn officiële debuut maakte voor het A-elftal in de Supercupwedstrijd tegen Etzella Ettelbruck. Ouamri speelde daarnaast ook nog drie competitiewedstrijden en een Europa League-kwalificatiewedstrijd tegen FC Ararat-Armenia voor de club.
Ouamri vertrok al na een half seizoen bij Dudelange: Olympic Charleroi Châtelet Farciennes haalde hem in januari 2020 terug naar België. In zijn vierde wedstrijd voor de gloednieuwe fusieclub scoorde hij een hattrick in de 4-1-zege tegen Patro Eisden Maasmechelen. In de zomer van 2020 stapte hij over naar uitgerekend Patro Eisden Maasmechelen. Op de openingsspeeldag in Eerste nationale liet trainer Stijn Stijnen hem in het 2-2-gelijkspel tegen KSK Heist in de 85e minuut invallen voor Thomas Azevedo. Kort daarop werden de amateurcompetities in België definitief stilgelegd vanwege de coronapandemie.
Na zijn vertrek uit België tekende Ouamri voor de Bulgaarse tweedeklasser PFC Montana. In zijn debuutseizoen was hij er goed voor vijf goals, al was Ouamri ook trefzeker in de 7-0-competitiezege tegen PFK Neftochimik Boergas, die door het verdwijnen van laatstgenoemde club geschrapt werd uit de boeken. In het seizoen 2022/23 klokte hij wél af op zes competitiegoals in de Vtora Liga.
Na een ommetje van een half seizoen bij de Kroatische tweedeklasser NK Solin tekende Ouamri in het voorjaar van 2024 bij Chattanooga FC, een club uit de MLS Next Pro.

## Clubstatistieken
| Seizoen         | Club                      | Land                      | Competitie             | Competitie | Competitie | Beker | Beker | Supercup | Supercup | Internat. | Internat. | Totaal | Totaal |
| Seizoen         | Club                      | Land                      | Competitie             | Wed.       | Dlp.       | Wed.  | Dlp.  | Wed.     | Dlp.     | Wed.      | Dlp.      | Wed.   | Dlp.   |
| --------------- | ------------------------- | ------------------------- | ---------------------- | ---------- | ---------- | ----- | ----- | -------- | -------- | --------- | --------- | ------ | ------ |
| 2019/20         | F91 Dudelange             | Vlag van Luxemburg        | Nationaldivisioun      | 3          | 0          | 0     | 0     | 1        | 0        | 1         | 0         | 5      | 0      |
| 2019/20         | Olympic Charleroi         | Vlag van België           | Eerste klasse amateurs | 4          | 3          | 0     | 0     | —        | —        | —         | —         | 4      | 3      |
| 2020/21         | Patro Eisden Maasmechelen | Vlag van België           | Eerste nationale       | 1          | 0          | 2     | 0     | —        | —        | —         | —         | 3      | 0      |
| 2021/22         | PFC Montana               | Vlag van Bulgarije        | Vtora Liga             | 25         | 5          | 3     | 1     | —        | —        | —         | —         | 28     | 6      |
| 2022/23         | PFC Montana               | Vlag van Bulgarije        | Vtora Liga             | 31         | 6          | 0     | 0     | —        | —        | —         | —         | 31     | 6      |
| 2023/24         | NK Solin                  | Vlag van Kroatië          | Prva NL                | 13         | 3          | 0     | 0     | —        | —        | —         | —         | 13     | 3      |
| 2024            | Chattanooga FC            | Vlag van Verenigde Staten | MLS Next Pro           | 26         | 12         | 1     | 0     | —        | —        | —         | —         | 27     | 12     |
| Carrière totaal | Carrière totaal           | Carrière totaal           | Carrière totaal        | 103        | 29         | 6     | 1     | 1        | 0        | 1         | 0         | 111    | 30     |

Bijgewerkt op 1 oktober 2024.